# Hippursav
A  hippursav (görög hippos, ló, ouron, vizelet) szerves sav, amely főként a lovak és más növényevő állatok vizeletében található, de az emberből is naponta 1-2,5 g távozik a vizelettel.

## Bioszintézis
A hippursav állati sejtekben benzoesav és glicin reakciójából keletkezik.